# Dexamenos von Chios

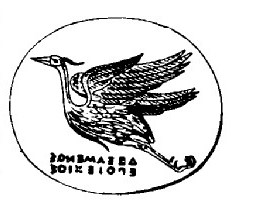
Signierte Gemme des Dexamenos, St. Petersburg, Ermitage

Dexamenos (Δεξαμενός, wörtlich „der Gastliche“) von Chios war ein antiker griechischer Gemmenschneider, tätig zwischen 455/50 und 430/25 v. Chr. Er war einer der begabtesten Künstler in seinem Handwerk und seine Werke gehören zu den besten ihrer Art.
Von ihm haben sich vier signierte Gemmen erhalten:
- Jaspis, Boston, Museum of Fine Arts Inv. 23.580, Portraitkopf eines bärtigen Mannes im Linksprofil[1]
- Chalzedon, St. Petersburg, Eremitage Inv. Ju. O. 24, auffliegender Reiher[2]
- Jaspis, St. Petersburg, Eremitage Inv. T. 1864.2, nach rechts stehender Reiher und eine Heuschrecke
- Chalzedon, Cambridge, Fitzwilliam Museum Inv. B 34 (CM), nach links auf Stuhl sitzende Frau, der von einer Dienerin ein Spiegel vorgehalten wird[3]